# Gustaf Lagerbielke
Gustaf Johan Lagerbielke (Stoccolma, 10 aprile 2000) è un calciatore svedese, difensore del Braga e della nazionale svedese.

## Carriera

### Club
Dopo aver giocato nella sesta serie svedese nel 2017 con l'FC Djursholm e nella terza serie tra il 2018 e il 2020 con il Sollentuna FK, ha iniziato il suo primo campionato di Superettan (il secondo livello del calcio nazionale) nel 2021 con i colori del Västerås SK. Già pochi mesi più tardi, tuttavia, nel luglio 2021, è stato acquistato dall'Elfsborg, con cui ha disputato le sue prime gare in carriera nella massima serie. Al fine di farlo giocare maggiormente, nell'estate 2022 l'Elfsborg lo ha girato in prestito fino a fine anno al Degefors, altra società militante nel torneo di Allsvenskan. Rientrato in giallonero, si è ritagliato uno spazio stabile nell'undici titolare del tecnico Jimmy Thelin: nonostante nell'Allsvenskan 2023 abbia giocato solo 16 partite con l'Elfsborg per poi essere ceduto a stagione in corso, Lagerbielke è stato votato a fine anno come miglior difensore di quel campionato.
Nel frattempo, il 16 agosto 2023 è stato ufficialmente acquistato dagli scozzesi al Celtic con un contratto quinquennale. Ha giocato il primo incontro il 26 agosto contro il St. Johnstone.

### Nazionale
Ha giocato nelle nazionali giovanili svedesi Under-17 ed Under-19.
Il 12 gennaio 2023 ha giocato la sua prima partita con la Svezia, in occasione dell'amichevole contro l'Islanda. Il 12 ottobre seguente, alla seconda presenza, realizza la sua prima rete per la selezione svedese nel successo per 3-1 in amichevole contro la Moldavia.

## Statistiche

### Presenze e reti nei club
Statistiche aggiornate al 25 febbraio 2025.
| Stagione             | Squadra              | Campionato           | Campionato | Campionato | Coppe nazionali | Coppe nazionali | Coppe nazionali | Coppe continentali | Coppe continentali | Coppe continentali | Altre coppe | Altre coppe | Altre coppe | Totale | Totale | Totale |
| Stagione             | Squadra              | Comp                 | Pres       | Reti       | Comp            | Pres            | Reti            | Comp               | Pres               | Reti               | Comp        | Pres        | Reti        | Pres   | Reti   |        |
| -------------------- | -------------------- | -------------------- | ---------- | ---------- | --------------- | --------------- | --------------- | ------------------ | ------------------ | ------------------ | ----------- | ----------- | ----------- | ------ | ------ | ------ |
| 2018                 | Sollentuna FK        | E                    | 2          | 0          | CS              | 0               | 0               | -                  | -                  | -                  | -           | -           | -           | 2      | 0      |        |
| 2019                 | Sollentuna FK        | E                    | 16         | 1          | CS              | 5               | 1               | -                  | -                  | -                  | -           | -           | -           | 21     | 2      |        |
| 2020                 | Sollentuna FK        | E                    | 29         | 0          | CS              | 2               | 1               | -                  | -                  | -                  | -           | -           | -           | 31     | 1      |        |
| Totale Sollentuna FK | Totale Sollentuna FK | Totale Sollentuna FK | 47         | 1          |                 | 7               | 2               |                    | -                  | -                  |             | -           | -           | 54     | 3      |        |
| 2021                 | Västerås SK          | S                    | 15         | 3          | CS              | 4               | 1               | -                  | -                  | -                  | -           | -           | -           | 19     | 4      |        |
| 2021                 | Elfsborg             | A                    | 2          | 0          | CS              | 0               | 0               | UECL               | 1                  | 0                  | -           | -           | -           | 3      | 0      |        |
| 2022                 | Elfsborg             | A                    | 6          | 0          | CS              | 2               | 1               | -                  | -                  | -                  | -           | -           | -           | 8      | 1      |        |
| 2022                 | Degerfors            | A                    | 14         | 3          | CS              | 0               | 0               | -                  | -                  | -                  | -           | -           | -           | 14     | 3      |        |
| 2023                 | Elfsborg             | A                    | 16         | 2          | CS              | 0               | 0               | UECL               | 1                  | 0                  | -           | -           | -           | 16     | 2      |        |
| Totale Elfsborg      | Totale Elfsborg      | Totale Elfsborg      | 24         | 2          |                 | 2               | 0               |                    | 2                  | 0                  |             | -           | -           | 28     | 2      |        |
| 2023-2024            | Celtic               | SP                   | 7          | 0          | SC+CdL          | 0+1             | 0               | UCL                | 2                  | 1                  | -           | -           | -           | 10     | 1      |        |
| 2024-2025            | Twente               | ED                   | 14         | 1          | CO              | 2               | 0               | UEL                | 8                  | 1                  | -           | -           | -           | 24     | 2      |        |
| Totale carriera      | Totale carriera      | Totale carriera      | 121        | 10         |                 | 16              | 4               |                    | 11                 | 2                  |             | -           | -           | 148    | 16     |        |

### Cronologia presenze e reti in nazionale
| Cronologia completa delle presenze e delle reti in nazionale ― Svezia | Cronologia completa delle presenze e delle reti in nazionale ― Svezia | Cronologia completa delle presenze e delle reti in nazionale ― Svezia | Cronologia completa delle presenze e delle reti in nazionale ― Svezia | Cronologia completa delle presenze e delle reti in nazionale ― Svezia | Cronologia completa delle presenze e delle reti in nazionale ― Svezia | Cronologia completa delle presenze e delle reti in nazionale ― Svezia | Cronologia completa delle presenze e delle reti in nazionale ― Svezia |
| Data                                                                  | Città                                                                 | In casa                                                               | Risultato                                                             | Ospiti                                                                | Competizione                                                          | Reti                                                                  | Note                                                                  |
| --------------------------------------------------------------------- | --------------------------------------------------------------------- | --------------------------------------------------------------------- | --------------------------------------------------------------------- | --------------------------------------------------------------------- | --------------------------------------------------------------------- | --------------------------------------------------------------------- | --------------------------------------------------------------------- |
| 12-1-2023                                                             | Faro                                                                  | Svezia                                                                | 2 – 1                                                                 | Islanda                                                               | Amichevole                                                            | -                                                                     | 29’                                                                   |
| 12-10-2023                                                            | Solna                                                                 | Svezia                                                                | 3 – 1                                                                 | Moldavia                                                              | Amichevole                                                            | 1                                                                     |                                                                       |
| 25-3-2025                                                             | Solna                                                                 | Svezia                                                                | 5 – 1                                                                 | Irlanda del Nord                                                      | Amichevole                                                            | -                                                                     | 80’                                                                   |
| Totale                                                                |                                                                       | Presenze                                                              | 3                                                                     |                                                                       | Reti                                                                  | 1                                                                     |                                                                       |

## Palmarès

### Club

#### Competizioni nazionali
- Campionato scozzese: 1

Celtic: 2023-2024
- Coppa di Scozia: 1

Celtic: 2023-2024